# Бунчиков, Владимир Александрович
Владимир Александрович (Абрамович) Бунчиков (8 [21] ноября 1902, Екатеринослав, Российская империя — 17 марта 1995, Москва, Россия) — советский певец, лирический баритон. Заслуженный артист РСФСР (1944).

## Биография
Владимир Бунчиков родился 8 (21) ноября 1902 года в Екатеринославе в семье портного.
В ранней юности остался без родителей, которые эмигрировали в Аргентину. Жил в Симферополе, был рабочим сцены в драматическом театре. В 22 года был призван в Красную Армию.
После службы поступил в Днепропетровский музыкальный техникум, где учился у О. Д. Тарловской.
В 1929 году, окончив музыкальный техникум, стал солистом Рабочей оперы в Днепропетровске.
Продолжил певческое образование в Ленинградской художественной студии, занимаясь под руководством известного оперного баса Владимира Касторского.
С 1931 года — солист Московского музыкального театра им. Немировича-Данченко.
С 1934 года записывался на грампластинки с джазовым коллективом Владимира Канделаки, эстрадным оркестром Виктора Кнушевицкого, ансамблем песни Всесоюзного радио под управлением Бориса Александрова.
В 1942—1967 годах — солист Всесоюзного радио.
Репертуар Владимира Бунчикова составляли песни советских композиторов: «Летят перелётные птицы» и «Грустные ивы» Матвея Блантера, «Песня о фонарике» Дмитрия Шостаковича, «Лирический вальс», «Прощайте, скалистые горы» Евгения Жарковского, «Белокрылые чайки» Давида Прицкера, «Услышь меня, хорошая» Василия Соловьёва-Седого, «Вернулся я на Родину» Марка Фрадкина, «Марш энтузиастов» Исаака Дунаевского.
Многие песни артист исполнял вместе с лирическим тенором Владимиром Нечаевым, с которым познакомился в годы Великой Отечественной войны. В исполнении дуэта, проработавшего на эстраде четверть века, звучали такие популярные произведения, как «Москва майская», «Праздничная» братьев Покрасс, «Вечер на рейде», «Казачья прощальная» и «Давно мы дома не были» Василия Соловьёва-Седого, «Мы люди большого полёта» и «Вологда» Бориса Мокроусова, «Дождик» и «Ты да я, да мы с тобой» Никиты Богословского, «Прощайте, скалистые горы» Евгения Жарковского и другие. Голоса певцов очень удачно сочетались по тембру, сам дуэт был интересным и запоминающимся из-за разных манер исполнения. Взрывной, яркий и холерический Бунчиков дополнял более спокойного, лиричного, мягкого и проникновенного Нечаева. Певцов связывала большая личная дружба, которая оборвалась только со скоропостижной смертью Владимира Нечаева в 1969 году.
Выступая в творческом дуэте, певцы в то же время записали ряд песен соло (например, «Услышь меня, хорошая», «Размечтался солдат молодой» и т. д.), как бы конкурируя друг с другом, давая различные интерпретации одного и того же музыкального материала.
В. А. Бунчиков умер в Москве 17 марта 1995 года. Похоронен на 21-м участке Головинского кладбища. На надгробии певца выгравированы строки из песни «Летят перелётные птицы» — «А я остаюся с тобою, родная моя сторона»…